# Слобідський край (газета)
«Слобі́дський кра́й» — найстаріше видання Харківської області. Видається ТОВ «Слобідський край» двічі на тиждень: вівторок та четвер.

## Історія
Перший номер вийшов 10 березня (за старим стилем) 1917 року під назвою «Пролетарій». Згодом назва була змінена на «Комунар», потім — «Харківський пролетар». Із 1934 року, протягом більш ніж півсторіччя, газета мала назву «Соціалістична Харківщина». У 1991 році набула теперішньої назви.

### Донецький пролетар
Новий етап газети почався у листопаді 1917 року, оскільки 2(15) листопада 1917 року вийшов перший номер більшовистської газети «Донецький пролетар» (рос. „Донецкий пролетарий“). У газеті велась антиукраїнська пропаганда, критикувались меншовики і есери. У центрі уваги газети була пропаганда статей В. І. Леніна, документів VI з'їзду РСДРП(б), декретів Раднаркому Радянської Росії. На сторінках газети друкувалися повідомлення про життя робітників, діяльність профспілок. Загалом вийшло 114 номерів середнім накладом 15-25 тис. примірників. Останній номер газети вийшов 7 квітня 1918 — за день до вступу Харкова австро-німецьких та українських військ. Під час денікінщини у 1919 році комуністи Харкова видали два номери «Донецького пролетаря» підпільно[джерело?]. 
Для випуску газети «Донецький пролетар» придбали з розстрочкою за 55 тис. рублів, а пізніше дообладнили за 15-20 тис. руб.
До складу редколегії входили Артем (Ф. А. Сергєєв), В. О. Ватін (Бистрянський), В. І. Межлаук, Васильченко, Жаков, Сурик та ін. За технічну і фінансову частину відповідав Шварц, а секретарські функції виконував т. Жаков.

### Часи незалежності України
З 1991 по 2003 роки головним редактором газети був Заслужений журналіст України Каулько Євген Іванович за часи роботи якого у газеті її наклад досяг 100 000 примірників.
Газета також мала формат A2 і наклад 72 300 примірників, виходила п'ять разів на тиждень: 4 сторінки A2 по вівторках, середах, четвергах і п'ятницях (14 818 примірників); 16 сторінок A3 щосуботи (13 034 примірників).
2005 року з посади головного редактора газети було звільнено Анатолія Георгійовича Покроєва та призначено Володимира Григоровича Ревенка (в.о. редактора після звільнення А. Г. Покроєва був Анатолій Тесло)
8-сторінковий номер газети від 23 вересня 2009 року вийшов із надрукованими на всіх сторінках словами «Акція протесту». В такий спосіб колектив газети висловив протест проти припинення фінансування газети засновниками, зокрема, оголосив про п'ятимісячну невиплату працівникам газети зарплати:
|  | Вперше за 92-річну історію свого існування газета «Слобідський край» не вийде у повному обсязі… Майже п'ять місяців ми не одержуємо зарплати, п'ять місяців керівництво редакції безрезультатно стукає в двері різних чиновників і посадовців… Ми заявляємо свій протест проти рішення Харківської обласної державної адміністрації обмежити у два рази фінансування офіційної обласної газети. Нас дивує, що Харківська обласна рада, як засновник комунального підприємства редакції газети «СК», не зайняла жорсткої позиції у цьому питанні |

Правління Харківської обласної організації Національної спілки журналістів України 26 вересня підтримало акцію протесту колективу. 1 жовтня 2009 року на засіданні комісії Харківської обласної ради з питань забазпечення прав людини, свободи слова та інформації головний редактор газети Володимир Ревенко заявив, що депутата облради Вікторію Лукашову (фракція Партії регіонів) планується призначити заступником головного редактора газети. Її рекомендувала спеціальна депутатська комісія облради, що вивчає проблеми роботи газети. Планується, що В. Лукашова буде проводити заходи щодо виведення газети з фінансової кризи. Також комісія облради вирішила ініціювати виділення з обласного бюджету коштів для фінансової підтримки газети, оскільки Харківська облдержадміністрація не бажає включати в проект бюджету кошти для підтримки газети. В цілому обласна рада ще раз звернеться до облдержадміністрації із пропозицією виділити додаткове фінансування газеті в розмірі 400 тис. грн. для стабілізації ситуації та погашення боргу по зарплаті в розмірі 120—155 тис. грн. Якщо ж облдержадміністрація так і не внесе пропозицію про додаткове фінансування газети, обласна рада буде виносити проект рішення про виділення фінансування газети самостійно — по процедурі — через профільні комісії. Документ планується винести на розгляд сесії, запланованої на 29 жовтня.
29 жовтня 2009 року Харківська обласна рада на сесії в рамках розгляду питання про зміни в бюджеті області на 2009 рік виділила газеті 170 тис. грн. на погашення заборгованості по зарплаті. Але заборгованість по зарплаті в газеті становить у жовтні близько 180 тис. грн., під кінець року вона збільшиться ще на 120 тис. грн. Можливо, заборгованість по зарплаті в газеті буде погашена за рахунок державних коштів, що надійдуть у область до кінця 2009 р. на погашення заборгованості по зарплаті (близько 85 млн грн.).
8 квітня 2010 року було заявлено, що головного редактора газети Володимира Ревенка буде звільнено з займаної посади в зв'язку з закінченням контракту, а на вакантну посаду планується призначити депутата Харківської облради, члена комісії з питань спільної власності територіальних громад області Вікторію Леонідівну Лукашову. Того ж дня комісія з питань забезпечення прав людини, свободи слова й інформації Харківської облради запропонувала внести до порядку денного сесії обласної ради питання про продовження контракту з Володимиром Ревенком, зокрема, було вирішено відкласти представлений на розгляд комісії проект про непоновлення контакту з В. Ревенком.
14 квітня 2010 року на черговій сесії Харківської обласної ради було заявлено, що трудовий колектив газети звернувся до голови облради з проханням залишити в посаді головного редактора газети Володимира Ревенка, але щоб не загострювати ситуацію в колективі, він подав заяву про звільнення за власним бажанням, тому що йде на пенсію. За звільнення В. Ревенка та призначення новим головним редактором Вікторії Леонідівни Лукашової проголосувало 99 депутатів. Наступного дня новий головний редактор заявила, про намір створити при газеті прес-центр та довести наклад видання до початку 2011 р. до 25 тис. прим., а до 2015 р. — мінімум до 50 тис. Цікаво, що 16 квітня було заявлено, що ініційоване розгляд питання про присвоєння колишньому головному редактору газети Володимиру Ревенку звання «Заслужений журналіст України».

## Соціальні мережі
«Слобі́дський кра́й» також є в соціальних мережах:
Instagram
Telegram
Facebook
X
YouTube

## Передплата

### Передплатні індекси
- для індивідуальних передплатників, вівторок та четвер — 61155
- для індивідуальних передплатників номера у четвер — 08755